# エンタの天使
『エンタの天使』（エンタのてんし）は、日本テレビの深夜の時間帯で不定期に放送されたお笑い番組で、『エンタの神様』の兄弟番組。本家『エンタの神様』が終了した関係で2010年3月24日を以て終了。

## 司会者
いずれも日本テレビアナウンサー。第4回まではステージ横のMCテーブルが立ち位置だったが、第5回及び第7回以降からは客席の最前列に座って進行した。
- 脊山麻理子、古閑陽子（第1回、第2回）
- 桝太一、宮崎宣子（第3回）
- 青木源太、脊山麻理子（第4回）
- 松尾英里子、葉山エレーヌ（第5回）
- 夏目三久、葉山エレーヌ（第6回）
- 宮崎宣子、葉山エレーヌ（第7回）
- 杉上佐智枝、松尾英里子（第8回）
- 延友陽子、山本舞衣子（第9回）
- 青木源太、松尾英里子（第10回）
- 山下美穂子、松尾英里子（第11回）
- 山本真純、松尾英里子（第12回、第13回）
※第14回、第15回はMC無し。新谷保志（第14回）、松尾英里子（第15回）のそれぞれのナレーションで進行した。

## 放送日
- 第1回 2007年11月21日 26:59 - 27:28(JST)
- 第2回 2008年2月6日 26:14 - 27:14(JST)
- 第3回 2008年3月19日 27:14 - 27:59(JST)
- 第4回 2008年5月7日 26:14 - 27:14(JST)
- 第5回 2008年7月27日  26:55 - 27:55(JST)[注 1]
- 第6回 2008年9月3日　26:14 - 27:14(JST)
- 第7回 2008年11月5日　26:34 - 27:34(JST)
- 第8回 2009年2月4日　26:44 - 27:46(JST)
- 第9回 2009年3月4日　26:44 - 27:46(JST)
- 第10回 2009年5月27日　26:29 - 27:29(JST)
- 第11回 2009年7月29日　26:29 - 27:29(JST)
- 第12回 2009年9月30日　26:39 - 27:41(JST)
- 第13回 2009年11月27日　27:30 - 28:30(JST)
- 第14回 2010年2月17日　26:39 - 27:59(JST)
- 第15回 2010年3月24日　26:59 - 27:59(JST)

## 概要
- セットは銀色の板を三枚並べただけのシンプルなものである。
- 放送は『ものまねバトル☆CLUB』『読響Symphonic Live〜深夜の音楽会』なども放送されている、水曜日深夜の単発番組枠を使って行われている。当初、放送時間は一定ではなく、第1回が30分、第2回が60分、第3回が45分だったが、第4回以降はほぼ60分で定着している（第5回も当初は水曜日深夜の放送予定だった。第14回は80分に延長）。第13回は、初めて金曜日深夜の放送となった。
- 第2回〜第5回は、エンタの神様と同じくエンディングは歌となっていた。
- 『神様』と同様に、ネタのセリフが字幕スーパーとなって画面に現れるという演出の場合がある。
- 『神様』、『天使』に両方出演した芸人のキャッチコピーは異なる。ただし、永井佑一郎、印度の林檎、どぶろっく、ダイノジは『神様』でのキャッチコピーをそのまま本番組でも使用した。
- 『天使』で人気を博した芸人が神様に出演することがあるが、過去に神様に出演していた島田夫妻が島田ファミリアとして天使に出演した。
- この番組に出演した芸人は『神様』に出演する前にブレイクすることがある（例:渡辺直美、フォーリンラブなど）。
- キャッチコピーは第4回までは『神様』同様赤と黒の帯だったが、第5回からは赤帯と黄帯に変更されている。
- ネタの後に芸人のプロフィールを紹介することがある。
- 天使に出演した芸人が神様に出演しないまま爆笑レッドカーペットに出演しブレイクするパターンがある（例:フォーリンラブ、ゆってぃ、おしどり、ザ・ゴールデンゴールデン、オテンキ、テンゲン、阿佐ヶ谷姉妹など）。
- また、爆笑レッドカーペットの過去の出演者が天使に出演することがある（例:チーモンチョーチュウ、春田和幸、トップリード、流れ星、なすなかにし、ノンスモーキン、ドラハッパーなど）。
- 第14回は『エンタの神様 未公開爆笑蔵出しスペシャル』として、2010年3月20日で終了した『エンタの神様』で未放映だったVTRを29組放送した。そのうち13組はエンタの神様での放映がそれまでに1本も無く、放映歴のある残る16組も放送されたのは全て未放映のものだった。また、第15回（最終回）の『エンタの神様未公開ネタ 全て見せます!蔵出しスペシャル』では、この回もエンタの神様での放映が無かった芸人のネタが10組放送された他、こちらもいずれも放送されていなかったアンジャッシュ児嶋一哉のピンネタ、桜塚やっくんのコンビネタも放送された。

## 出演者

### 第1回
- 道場破りのカラササイズ:タケウチパンダ
- 迷走の墜天使:鳥居みゆき
- ルール無用のツッコミレフェリー:ズドン
- 響楽（きょうがく）の独り噺:いずみ包
- 狂烈！ファニーミュージック:じゅんご
- エスニックなスーパーアイドル:とーどーゆーた
- やんちゃなガキ大笑:友池さん
- 躍動のカリスマイル:盗涙王
- 背伸びした小悪魔:じゅんざぶろう
- 夜の明けない哲学青年:我人祥太
- ひとりぼっちのさくらんぼ:チェリーボーイ
- ノンストップのハイテンション:THE石原

### 第2回
- 新世代の暴走ギター:朝倉小松崎
- テキサス愛のガンマン:タートル比嘉
- 1人よがりの気ままなRADIO:DJきーぽん
- 天下無双のハッチャケ祭り:お祭りBoy
- 笑いの凸凹トライアングル:バリアスリー
- UPテンポなファンキーboy:畑中しんじろう
- ポロリ涙の狂言ガール:内田桂子
- ベタとシュールなやんちゃくれ:コンマニセンチ
- 憤りのヴィジュアル系:クロノユウスケ
- 困惑の深夜系キャスター:岩間よいこ
- ハイテンションなおしゃべりGUY:レイチェル
- 嘆きの座敷童子:川村エミコ
- ノンストップの三団銃:や団
- 飛び出せ!トゥーの伝道師:上原チョー
- カメレオン重戦車:ハリウッドザコシショウ
- 破れかぶれの紙切り虫:やまじ
- 哀愁の遠吠えマダム:OH!ルーシー
- ルール無用の暴走怪人:永野
- 激情のコントシアター:ニッケルバック
- キレ系ブラック☆弾サー:カズミファイブ
- でまかせ美級レッスン:ビューティー渡辺
- 逆輸入のなりきりディーバ:渡辺直美

### 第3回
- 刻め!NOてんきリズム:げんき〜ず
- 唯一無二の犬走り（ドッグランニング）:犬の心
- 幸福（しあわせ）のドミノ倒し:キャプテン山口
- ポップなフワフワ空気感（エアー）:ブルームフラワー
- 夫婦愛の手芸術（ハンドメイド）:おしどり
- 一匹女狼（いっぴきおおかみ）の恋愛日記:田村ゆきこ
- 向こう見ずの逆者（アゲインスト）:あがいん
- 酔いどれ哀愁ぼやっきー:少年感覚
- 悩める森の天然少女:重盛さと美
- 一点（ピンポイント）なりきり技師（マスター）:しあつ野郎
- ororな妄想教師:橋爪ヨウコ
- セレブもどきのoh!嬢様:阿佐ヶ谷姉妹
- 謎のモノマネ演じぇる:暗黒天使
- 笑劇のファミリープラン:島田ファミリア [注 2]
- 悩殺クレイジー☆SHOW:ラジークイーン

### 第4回
- 陽気なたしかリズム:なでしこ
- はじける微炭酸ものまね:サワー沢口
- 野蛮（やば）めのザコ軍団:牙一族
- めくるめく全身紙芝居:関あっし
- ピリ辛☆エアー合唱団:ペパーミントの風に吹かれて
- ゆるかわ♥おてんばナース:古川ちえみ
- お悩み解決!前向き戦士:サイクロンZ
- ミクロなニョキニョキ娘`s（ガールズ）:294（つくし）
- 笑いのバミューダトライアングル:鬼ヶ島
- 絶口調（ぜっこうちょう）の5番バッター:物知りさっさん [注 3]
- 執事とスナイパーの連携技（コンビネーション）:庵
- 恋するウクレレ乙女:ミッチー
- おとなの妄想ハーモニー:チャーミング
- 命知らずの爆裂BOY!:サンシャイン池崎
- 男と女の甘味処:フォーリンラブ
- 道場破りのカラササイズ:タケウチパンダ[注 4]
- パワフル・バイリンGAL:姉御ぉゆりか
- 響け!アフロ・ザ・ミュージック:アフロtheゴールドwithシスターズ

### 第5回
- 型破りなバイオレンス劇場:インポッシブル
- 熱唱!漫才ブルース:たきたて
- 神出鬼没な笑金稼ぎ:バイきんぐ
- 極上霜降りファニーガール:まぁこ
- 三文字ゲームの達人:チーモンチョーチュウ
- チャイルド心（ハート）を忘れない:春田和幸
- 体操と自衛隊のウルトラC:弾丸ジャッキー
- 美笑年のパレード:鳥居孝行
- ソフトな蛇行運転:ジェニーゴーゴー
- 関西系コント侍:DA-DA
- 悪循環のスパイラル:トップリード
- バカテンポで夜踊（ナイトフィーバー）:永井佑一郎
- 華のレディース魂☆:ヤンキーフォー
- アンバランスなスリーピース:三福星
- オペラ座の珍怪人:クビオ
- ハイスピードの天然果実:印度の林檎
- 走れ!よいしょ太郎:末高斗夢

### 第6回
2008年8月24日のGO!SHIODOMEジャンボリー内の「GO!GO!ステージ」において行われた、『SHIODOMEエンタグランプリ チャンピオン大会』の模様が放送された。予選は所属事務所ごとに行われ、各ブロックから1組ずつがこの日のチャンピオン大会に出場。出演者の紹介は各ブロックのMCが務めた。
- 童顔のエリクソン魂:アイデンティティ - Aブロック（太田プロダクション）代表
- 不屈のラストスパート:お先にどうぞ - Bブロック（SMA NEET Project、SMA HEET Project）代表
- 自作自演の爆弾コンビ:マッチポンプ - Cブロック（松竹芸能）代表
- 晩成の象徴（シンボル）:エレファントジョン - Dブロック（プロダクション人力舎）代表
- 金髪の光青年:カズレーザー - Eブロック（サンミュージック企画）代表
- 繊細な狂犬:マッドドックス - Fブロック（ニュースタッフエージェンシー）代表
- 農業の革命児:キスキスバンバン - Gブロック（マセキ芸能社）代表
- 輝け!シューティングスター:流れ星 - Hブロック（浅井企画）代表
- 愉快な遊び道具:ぶらんこ - Iブロック（よしもとクリエイティブ・エージェンシー）代表
- 追い風の体育会系:スカイラブハリケーン - Jブロック（ホリプロ）代表
- 純金の三本柱:ザ・ゴールデンゴールデン - Kブロック（ワタナベエンターテインメント）代表
- 味覚破壊の三つ星シェフ:ミスマッチグルメ - Lブロック（アミー・パーク）代表
- ロマンチックな三重奏:三日月シュガー - Mブロック（ケイダッシュステージ、SMA NEET Project）代表

### 第7回
- 気まずいパイパイセッション:こてつ
- 浪花のしゃべくり家族（ファミリー）:なすなかにし
- POPな毒舌お姉さん:新田かえで
- お茶目なずるっこ大王:ノンスモーキン
- 独りよがりのダンディズム:井上勝実
- Mebiusな微男微女:サジタリ
- 猟奇的なヒューマニズム:ニンゲン
- 肉踊るマッスルカーニバル:テンゲン
- 2人だけの奇妙なシンポジウム:ゴールドラッシュ
- 制御不能のプリティーペア:マヂカルラブリー
- 彩り豊かなお勧めレシピ:ランチランチ
- 球笑（きゅうじょう）のボイスチェンジャー:まだまみき
- SUN人組の上昇気流:オテンキ
- 音速のホウキbeat:Mahha
- 迷作taboo劇場:プロペラトンカチ
- 上質下品な全身タイツ:仔羊エルマー
- シリアスと違和感の二重奏（ハーモニー）:マイるどミルド
- 老ラースケート哀ドル:ロビンフット

### 第8回
- 大都会の衰弱ラッパー:銀座ポップ
- 逆光のおとぼけメモリアル:さらば青春の光
- 愉快人!二十面奏:ウクレレえいじ
- ほとばしる期待汗（きたいかん）:大好物
- 野生のトライアングル:パンサー
- 突撃!ファンタジー世界（ワールド）:ドラハッパー
- 浮き沈みの負女子（ふじょし）:飛び魚
- 怒涛の各駅停車:ブーブートレイン
- きゅ〜と♥なフランス革命:トリコロール
- 裏切りの技口派（ぎこうは）:シューレスジョー
- マニアック海の異端児:くじら
- 優しさとバカのMixジュース:来八
- 湿気ったダンデライオン:たんぽぽ[注 5]
- 「NO」とは言えない男たち:Yes-man
- 美妙なる空気感:JJポリマー
- まじかる☆Fカップガール:魔女っこ
- 熱血!ハレンチ先生:超内村

### 第9回
- 怪演!ひとりミュージカル:大西ライオン
- DOWN系アゲギャ拍子（リズム）:チェリーの果実
- 泳ぎ目の美男子:プリンセス金魚
- 悲しみの知恵袋:オバアチャン
- 金緑色（エメラルド）の血縁関係:ヒカリゴケ
- 子供泣かせのブラック体操:ニレンジャー
- 食欲の羅針盤:コンパス
- バカテンポで夜踊（ナイトフィーバー）:永井佑一郎[注 6]
- 太っとびキャラ暴走:ニッチェ
- 硬派一直線:キャベツ確認中
- 晩成の象徴（シンボル）:エレファントジョン[注 7]
- 観測不能な一人芝居:本日は晴天なり
- 陽気な太鼓クレーマー:アホマイルド
- 無邪気な欲しがりっ娘:ももみ
- 自己啓髪ラッパー:経理のや〜もっさん
- 輝け!屁理屈SUN:たいよう
- 高音ゲリラLIVE:まさむね
- なんてったって棋士ドル:梨沙帆
- 見間違えた出世街道:社会人Z
- 四次元のイマジネーション:プルートボブ

### 第10回
- グッと来る迷言シンガー:たいがー:りー
- マイペースなフリップ笑:ウメ
- 駆け昇るツッコミ波:ボーイフレンド
- 体当たりの暴走機関車:S×L
- おちゃめな双子の妖精:☆まかりな☆
- 進化するニュートンの林檎:ギフト☆矢野
- へべれけ酔狂ガール:北林ティナ
- 金持ちの道楽アンケート:ピーマンズスタンダード吉田
- Hey!俺たちポリスマン:ツインクル
- 恋愛（こい）の謎かけマスター:サミットクラブ
- 摩訶不思議なアドベンチャー:BAN BAN BAN
- ネオンライトな上海ハニー:ちぇんちぇん
- アキバ系の性長ストーリー:やさしい雨
- はぐれ和尚の説法:三平×2
- コウメ太夫の彼氏:助六
- おクスリの法律相談:法薬女子大学
- 現役モデルの噛み合わせ:ぢっぱ〜ず（川口りさ、山名裕子、寺島直美）
- 急展開のサンバダンサー:兼島信茂

### 第11回
- もったいナイスGUY:ネネ
- 自由系ボードビリアン:やまもとまさみ
- 熟成された脱線漫才:エルシャラカーニ
- やさぐれ女の下克上:小林アナ
- 福島発!ひとり歌劇団:あかつ
- 未熟なファンタジスタ:ジェラードン
- わがままフリースタイル:かたつむり
- 予測不能の爆劇隊:スパローズ
- 孤高のジャングル大帝:レオちゃん
- ろくでもないロック魂:ワンドロップ
- ノリノリおとボケ戦士:パルパティーン
- 恍惚のハーフTIME:MAO
- 笑いの奥の横の方:オクヨコ
- 天下無双のハッチャケ祭り:お祭りBoy[注 4]
- おめでた反響音:寿ファンファーレ
- 破天荒すぎる美女議員:藤川京子
- 脱力系の異空間:リトレイン
- やけくそ台無しBros.（ブラザーズ）:三つ葉のクローバー(お先にどうぞ永島智広、むねもっち)[注 8]
- 迷走のスーパースター:ロックンロールコメディーショー

### 第12回
- 踊り狂う鳩（ピジョン）:B.M.H.
- 鳴り響く笑撃波:ハマカーン
- すれ違いの凸凹感:フレンチトースターズ
- スタイリッシュな用心棒:バウンサー
- 慄く反抗意識:イシクラノオノ
- 麗しきヒンガネーゼ:赤と黒
- 猿joy（エンジョイ）系リズム漫才:アビリティモンキー
- 主観と客観のユニゾン:どぶろっく[注 9]
- 妖かしのトライアングル:ウンチャカ
- 怒りの井戸端会議:ボルサリーノ
- 雷神の遠吠え:坂本しろう
- 嘘がつけない笑直（しょうじき）者:ダムダムおじさん
- 鈍足の首位打者:ヒットマン
- 平成のC♡PY少女（コピーガール）:おかもとまり
- 刺劇的な甘味料:三日月シュガー[注 4]
- 愉快な動物ツッコミ:ドラゴン番長
- クラブ育ちの遊戯王:三本スゲユウタ
- 軽快な毒舌タップ笑:西村
- 緩めのインフィニティ:W∞アンナ

### 第13回
- 響け!トレイン音楽（ミュージック）:ダーリンハニー
- K点声のオクターブ:ツーナッカン
- キモカッコいい存在感:すずらん
- 勝手に観光大使:ユウコ・フランソワーズ
- 逆転の裏社会:うしろシティ
- わがままジャッジ男（メン）:キャッチャー寺本
- ツッパリ青春白書:神宮寺しし丸
- 凸凹の速射砲:シロイ(ぽ)ッケ
- 悩める森の天然少女:重盛さと美
- 馴れ合いの泥慈愛（どろじあい）:ザンゼンジ
- ハジける☆☆☆☆☆（五つ星）:パップコーン
- ポンコツマリオネット:ロボットK
- 極限の緊急信号（シグナル）:ブラックパイナーSOS
- 世間知らずの音楽隊:ブレーメン
- 浮遊するビッグバルーン:ダイノジ

### 第14回
『エンタの神様 未公開爆笑蔵出しスペシャル』として放送。この節での太字は、これまでに『エンタの神様』での放映歴が無かった芸人。
- 牛ギュウづめの笑ホール:COWCOW
- 崖っぷちの選挙演説:ケンキ[注 10]
- 天然のハニかみ少女:重盛さと美
- すれ違いのワルツ:三拍子
- しゃべりのスーパーエキスプレス:ユリオカ超特Q
- 青春のVサイン:ピース
- 凸凹の雑技団:ワンクッション
- 純粋（ピュア）なナンセンス:少年感覚
- 匠の空想職人:禅
- 異空間トレンディードラマ:シソンヌ
- ハゲしい毛想劇:三浦マイルド
- 女MENチックな時間:メルヘン倶楽部
- TOPPIな品種改良:ライス
- 明るいニート宣言:ガリガリガリクソン
- 笑劇のイリュージョン:シンプソンズ
- 密林の劇空間:ジャングルポケット
- 必殺の川柳チョップ:笑イガーマスク
- 新けずりな素材感:ムートン
- お笑い妖怪博士:はいじぃ[注 11]
- 脱力のアンサンブル:パパロア
- 小粋な江戸あるある:ヨコタカ
- 真夜中のパーティータイム:夜ふかしの会[注 12]
- 本当のこと言おうよ:田代32
- お笑い春期講習:カズミファイブ
- ハイパーギャグクリエイター:山田ひろあき
- 野蛮な幻獣民:牙一族
- 浪速のぼやッキー:ナオユキ
- ぶっちゃけファンタジスタ:長崎亭キヨちゃんぽん
- ワンダフルな笑年時代:ピンキーワッフル

### 第15回
『エンタの神様未公開ネタ 全て見せます!蔵出しスペシャル』として放送。この節での太字は、これまでに『エンタの神様』での放映歴が無かった芸人。なお、この回のキャッチコピーは、いずれもこの日放送のネタに合わせた形となっており、『神様』での放映歴があった芸人もこれとのキャッチコピーとは異なっている。
- おバカ軍隊の隊長:アンジャッシュ・児嶋一哉
- こわい先生がやって来た?:ジューシーズ
- 一度聞いたら癖になる:ヴィンテージ
- 葬式中に喜ぶ男:バイきんぐ
- 説教するお局女子アナ:出雲阿国
- 迷える結婚相談所:タイムマシーン3号
- 2010期待の漫才師:ブロードキャスト
- うんざりデリバリー発注:安井順平
- 相方に女疑惑浮上!:フラミンゴ
- 江戸時代のラジオ番組:めんこい内村
- 心温まるダフ屋の物語:ロビンフット
- お客の秘密を暴く探偵:紅梨子withやっくん
- 恨みのフリーマーケット:中央線withyou
- 予測不能のランキング:緒方雅史
- 命がけの番組収録:ジャングルポケット
- 実録!笑える悲惨話:西麻布ヒルズ[注 13]
- イケメンと宅飲み:本日は晴天なり
- おっさんだらけの小学校:チョップリン
- 犬の気持ちわかって下さい:犬橋コロ[注 3]
- ヒステリックおばちゃん劇場:劇団イワサキマキオ[注 14]
- さらば!快物フランチェン:スリムクラブ

## 番組限定の芸名
神様同様、この番組限定の芸名を持つ芸人がいる。左側が本来の芸名で右側がこの番組での芸名。
- 島田夫妻⇒島田ファミリア
- 小梅太夫⇒助六
- 猿渡英之（5番6番）⇒物知りさっさん
- 吉野ももみ（相方不在）⇒ももみ

なお、山本大介（四次元ナイフ）は第9回に『経理のや〜もっさん』として出演したが、この名前は山本自身のピンでのキャラクター名としてライブなど本番組以外での出演がある（R-1ぐらんぷりでもこの名前で出場）。

## エンタの神様にも出演した芸人
天使、神様に出演を果たした芸人。キャッチコピーは神様の時のもの。日付は神様初出演の時の日付。この節での太字の芸人は初登場後定期的に出演している（いた）芸人（基準は初登場から3回以上出演。第14回を除く）。
『天使』出演後に『神様』に出演
- べらんちょなファニーM（ミュージック）♪：じゅんご（2007年12月15日）
- 考察のメビウス：我人祥太（2008年1月26日）
- 禁断の秘巫女（ひみこ）：鳥居みゆき（2008年2月2日）
- 妄想の狂言師：いずみ包（2008年3月1日）
- 肉熱（にくあつ）のなりきりDiva：渡辺直美（2008年4月19日）
- 最後方のカリスマ：盗涙王（2008年4月19日）
- 廻れ!トゥートゥートレイン：上原チョー（2008年5月10日）
- 全力の微学：コンマニセンチ（2008年5月10日）
- 気ままなF-WAVE（ファンキーウェイブ）：DJきーぽん（2008年5月24日）
- あやふやな存在意義:アイデンティティ（2008年9月6日）[注 15]
- 純粋（ピュア）なナンセンス:少年感覚（2008年9月20日）
- 野蛮な幻獣民:牙一族（2008年10月25日）
- 天然のハニかみ少女:重盛さと美（2008年11月8日）
- 非情な裏「架」業:インポッシブル（2009年2月7日）
- 放課後の「速」興LIVE:Mahha（2009年2月14日）
- ハジけたバブルshow:アフロtheゴールド（2009年5月9日、天使ではアフロtheゴールドwithシスターズ名義）
- 陽気に♥豚足ピース:まぁこ（2009年5月16日）
- 3匹の笑金稼ぎ → ドブスの花道:ザ・ゴールデンゴールデン（2009年5月23日）
- 蒼いツッコミPerc.（パーカッション）:ボーイフレンド（2009年5月30日）[注 15]
- ガチなカップル漫才:サジタリ（2009年9月5日）
- 瞬発のスロー☆スター:三福星（2009年9月12日）
- 極悪のザコ伝説:キャベツ確認中（2009年9月12日）
- 瞬速の生獣（ナマケモノ）:パンサー（2009年9月19日）
- ほろ苦の新種:ピーマンズスタンダード（2009年10月24日、天使では吉田のみ）
- ありえないJK（女子高生）：仔羊エルマー（2009年11月21日）
- 予想外のダンスライブ：兼島ダンシング（2009年12月5日、天使では兼島信茂名義）
- Majiでマネする5秒前：おかもとまり（2010年1月16日）
- 華のレディース街道：ヤンキーフォー（2010年1月30日）[注 16]
- 艶やかな貧乏セレブ：赤と黒（2010年2月13日）
- やって来た危険人物：鬼ヶ島（2010年2月13日）
- 陽気なヨッパライ娘：北林ティナ（2010年2月20日）
- 罵りの熱血漫才：ハマカーン（2010年3月13日）
- リアルなおとぎ話：ニッチェ（2012年6月30日、エンタの神様レギュラー放送終了後の特番第2回に出演）
- 2012年コントチャンピオン：バイきんぐ（2012年11月26日、エンタの神様レギュラー放送終了後の特番第4回に出演）
- 人気急上昇のコンビ：流れ星（2014年12月27日、エンタの神様レギュラー放送終了後の特番第13回に出演）
- お笑い界の風雲児:さらば青春の光（2016年5月21日、エンタの神様レギュラー放送終了後の特番第19回に出演）
- 新ネタ初公開!!:永野（2016年10月1日、エンタの神様レギュラー放送終了後の特番第20回に出演）
- 2冠の王者！:マヂカルラブリー（2021年8月9日、エンタの神様レギュラー放送終了後の特番第40回に出演）

『神様』出演経験者が『天使』に出演
- おんな心の組体操：アホマイルド（2004年4月24日）
- 笑いの無法地帯：ダーリンハニー（2004年6月12日）
- 狂い咲きの艶道：小梅太夫（2005年10月29日、天使では助六名義）
- 浮遊するビッグバルーン：ダイノジ（2005年11月19日）
- 旋律のオペラ2人組（ユニット）：島田夫妻（2005年12月10日、天使では島田ファミリア名義）
- バカテンポで夜踊（ナイトフィーバー）：アクセルホッパー（2006年2月18日、天使では永井佑一郎名義）
- ハイスピードの天然果実：印度の林檎（2006年8月5日）
- 胸騒ぎのリンリンDJ:たいがー:りー（2007年1月20日）
- 小梅太夫 with High! Cheese（2007年3月10日、天使では小梅太夫が助六名義、お先にどうぞ永島がコンビや「三つ葉のクローバー」として登場）
- 七変化のボードビリアン:やまもとまさみ（2007年11月3日）
- K点声のオクターブ：ツーナッカン（2008年2月28日）
- 主観と客観のユニゾン:どぶろっく（2008年11月22日）

『天使』出演後『神様』に出演し再び『天使』に出演
- 天然のハニかみ少女：重盛さと美（2008年11月8日）